# Dejan Košir
Dejan Košir (* 30. Januar 1973 in Jesenice, Sozialistische Föderative Republik Jugoslawien) ist ein ehemaliger slowenischer Snowboarder.

## Karriere
Košir startete für den ASK Kranjska Gora und wurde 2003 Weltmeister im Parallel-Riesenslalom. Bei den Olympischen Winterspielen 2002 in Salt Lake City belegte er den fünften Rang und 2006 in Turin wurde er Sechster. 

## Auszeichnungen
2003 wurde Košir zum Slowenischen Sportler des Jahres gekürt.

## Erfolge

### Olympische Winterspiele
- Salt Lake City 2002: 5. Parallelriesenslalom
- Turin 2006: 6. Parallelriesenslalom

### Weltmeisterschaften
- Innichen 1997: 18. Parallelslalom, 28. Slalom, 30. Riesenslalom
- Berchtesgaden 1999: 11. Parallelslalom, 28. Riesenslalom
- Madonna di Campiglio 2001: 2. Riesenslalom, 7. Parallelslalom, 29. Parallelriesenslalom
- Kreischberg 2003: 1. Parallelriesenslalom, 5. Parallelslalom
- Whistler 2005: 16. Parallelslalom, 30. Parallelriesenslalom
- Arosa 2007: 7. Parallelslalom, 23. Parallelriesenslalom

### Weltcup
- 28 Podestplätze, davon 11 Siege

| Datum             | Ort              | Land       |
| ----------------- | ---------------- | ---------- |
| 3. Dezember 2000  | Ischgl           | Österreich |
| 8. September 2001 | Valle Nevado     | Chile      |
| 10. Dezember 2001 | Whistler         | Kanada     |
| 14. Dezember 2001 | Mont Sainte-Anne | Kanada     |
| 11. Januar 2002   | Alpe d’Huez      | Frankreich |
| 6. Dezember 2002  | Tandådalen       | Schweden   |

| Datum           | Ort              | Land       |
| --------------- | ---------------- | ---------- |
| 18. Januar 1997 | Kreischberg      | Österreich |
| 10. Januar 1998 | Grächen          | Schweiz    |
| 10. Januar 2001 | Schönried/Gstaad | Schweiz    |
| 29. Januar 2002 | Bad Gastein      | Österreich |
| 6. Januar 2004  | Bad Gastein      | Österreich |

### Europacup
- 3 Podestplätze, davon 1 Sieg

| \| Datum \| Ort \| Land \| \| ---------------- \| ------------- \| --------- \| \| 21. Februar 2003 \| Kranjska Gora \| Slowenien \| |               |           |
| Datum | Ort           | Land      |
| 21. Februar 2003 | Kranjska Gora | Slowenien |

### Sonstige Erfolge
- 1 Sieg bei einem FIS-Rennen